# Atletica leggera paralimpica ai II Giochi della Francofonia
Le competizioni di atletica leggera paralimpica dei II Giochi della Francofonia dall'11 al 13 luglio 1994 presso lo Stade Robert Bobin sito nel comune di Bondoufle, nei pressi di Parigi, in Francia.

## Podi

### Uomini
| Specialità | Oro                        | Prestazione | Argento                  | Prestazione | Bronzo                     | Prestazione |
| 100 m T3   | Marc Quessy Canada         | 16"77       | Charles Tollé Francia    | 16"96       | Luke Gingras Québec        | 16"96       |
| 100 m T4   | Hubert Locco-Rocca Francia | 14"80       | Mustapha Badid Francia   | 14"96       | Nicholas Cunningham Canada | 15"43       |
| 1500 m T4  | Claude Issorat Francia     | 3'14"38     | Philippe Couprie Francia | 3'16"11     | Mustapha Badid Francia     | 3'16"54     |

### Donne
| Specialità                               | Oro                       | Prestazione | Argento               | Prestazione | Bronzo                   | Prestazione |
| 100 m sedia a rotelle tutte le categorie | Chantal Petitclerc Canada | 17"41       | Linda Hamilton Canada | 18"58       | Diane Roy Québec         | 18"64       |
| 800 m sedia a rotelle tutte le categorie | Chantal Petitclerc Canada | 2'6"74      | Diane Roy Québec      | 2'12"89     | Colette Bourgonne Canada | 2'14"77     |

## Medagliere
| Posiz. | Nazione | Oro | Argento | Bronzo | Totale |
| ------ | ------- | --- | ------- | ------ | ------ |
| 1      | Canada  | 3   | 1       | 2      | 6      |
| 2      | Francia | 2   | 3       | 1      | 6      |
| 3      | Québec  | 0   | 1       | 2      | 3      |
| Totale | Totale  | 5   | 5       | 5      | 15     |